# راسيل بيترسون
راسيل بيترسون (بالإنجليزية: Russ Peterson)‏ هو لاعب كرة قدم أمريكية أمريكي، ولد في 25 أغسطس 1905 في Midale ‏ في كندا، وتوفي في 1971.

## وصلات خارجية
- راسيل بيترسون على موقع مرجع كرة القدم المحترفة.كوم (الإنجليزية)